# Paper de suro

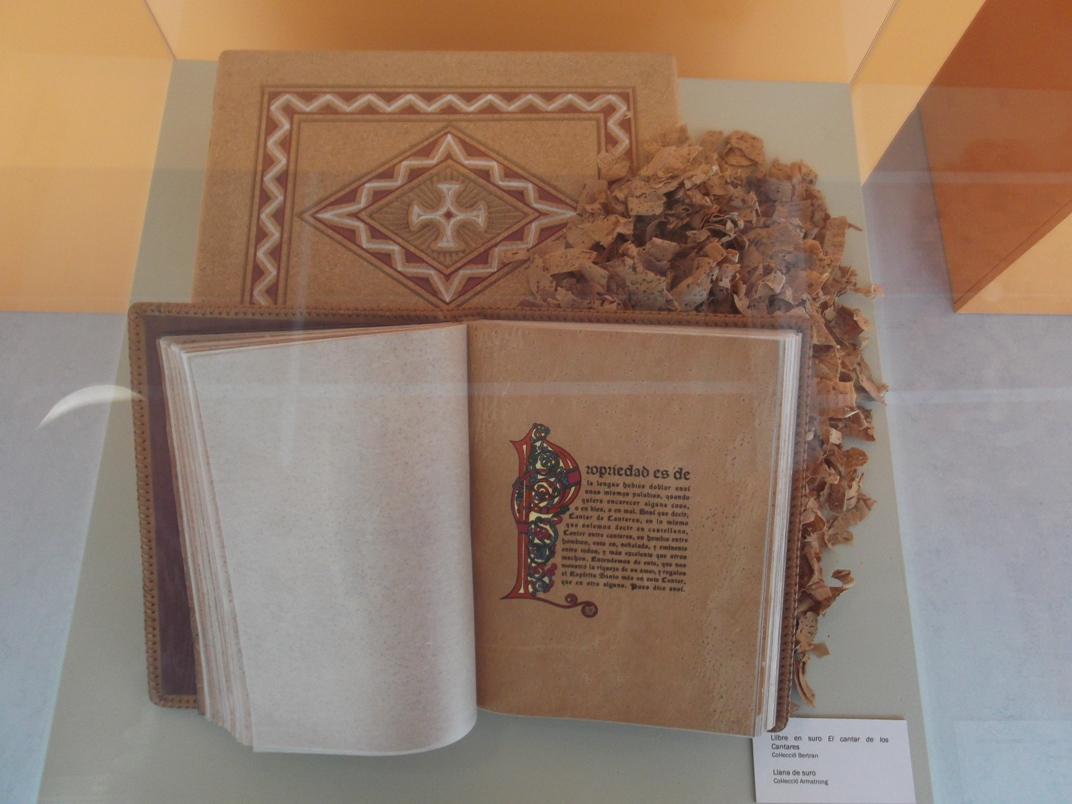
El Càntic dels Càntics en suro, exposat al Museu del Suro de Palafrugell

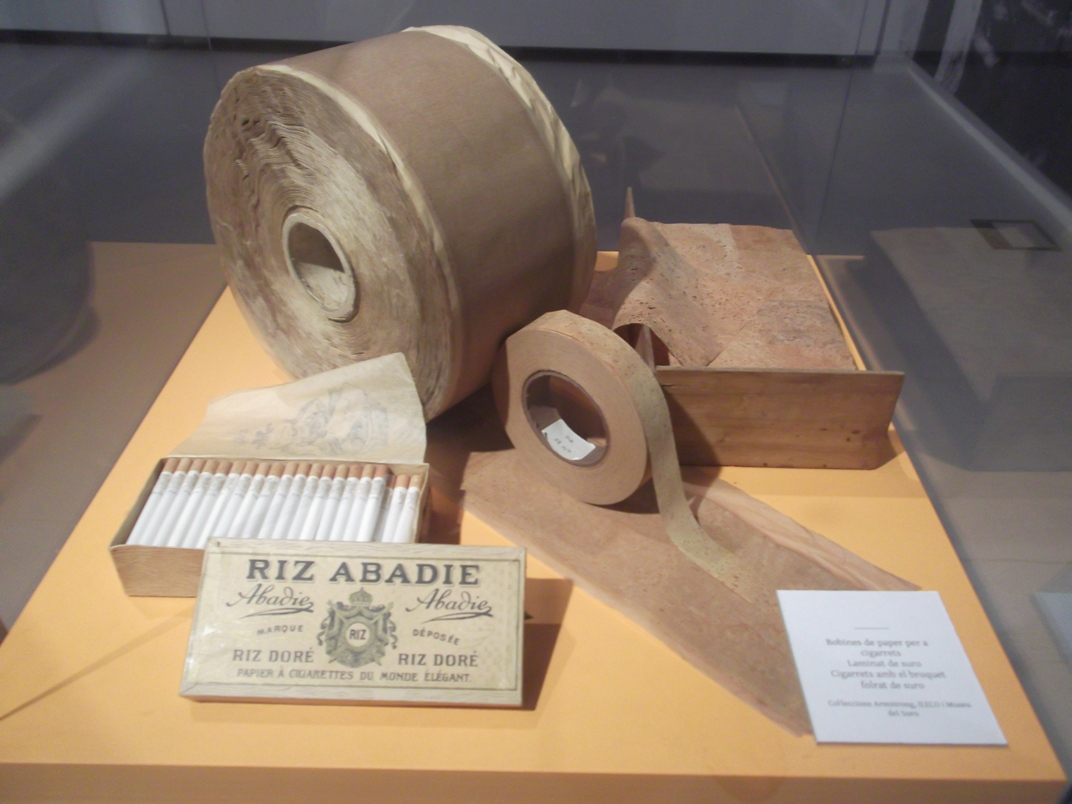
Cigarrets amb el broquet folrat de suro

El paper de suro és una làmina de suro utilitzat per folrar els broquets de cigarretes, fer paper de decoració i per imprimir. Va començar a utilitzar-se almenys des de 1880.
Les màquines de paper més perfeccionades del moment podien extreure fins a 16 fulls de cada mil·límetre de suro. Aquests fulls s'adherien a un suport de paper i se'n feien bobines destinades a folrar el broquet de les cigarretes. Durant els anys 20 i 30 del segle xx, aquest producte tingué un gran èxit comercial.
Aquesta mateixa màquina, incorporant un dispositiu per ratllar el suro abans de laminar-lo, podia fer llana de suro, uns flocs que servien per omplir matalassos i coixins. Aplicant el laminat de suro sobre diferents suports s'han obtingut diferents productes com paper de decoració, paper per imprimir o roba.
També va ser molt utilitzat després de la Primera Guerra Mundial per embrocar cigarretes.

## En museus
El Museu del Suro de Palafrugell exposa un exemplar de suro en castellà del Càntic dels Càntics i compta amb un important fons de llibres fets amb paper de suro.